# 6329 Hikonejyo
6329 Hikonejyo este un asteroid din centura principală de asteroizi.

## Descriere
6329 Hikonejyo este un asteroid din centura principală de asteroizi. A fost descoperit pe 12 martie 1992 la Dynic de Atsushi Sugie. El prezintă o orbită caracterizată de o semiaxă mare de 2,24 ua, o excentricitate de 0,13 și o înclinație de 7,1° în raport cu ecliptica.